# Georgi Popow (Fußballspieler)
Georgi Dimitrow Popow (bulgarisch Георги Димитров Попов; * 14. Juli 1944 in Plowdiw; † 9. März 2024) war ein bulgarischer Fußballspieler.

## Karriere

### Verein
Popow begann seine Karriere beim örtlichen Fußballklub Mariza in seiner Geburtsstadt Plowdiw. 1961 wechselte er im Seniorenbereich zum Stadtrivalen Botew Plowdiw, der 1967 nach einer Fusion mit Spartak in Trakia umbenannt wurde. In 14 Spielzeiten bestritt Popow 308 Punktspiele für den Klub, in denen er 83 Tore erzielte. In dieser Zeit gewann er einmal den bulgarischen Pokal und erreichte zwei weitere Male das Pokalfinale. 1967 gewann er mit seinem Klub die bulgarische Meisterschaft und 1972 den Balkanpokal. Nach der Saison 1974/75 beendete Popow seine Spielerkarriere.

### Nationalmannschaft
Popow debütierte am 1. Mai 1963 in einem Freundschaftsspiel gegen die Tschechoslowakei in der bulgarischen Nationalmannschaft. Anlässlich der Fußball-Weltmeisterschaft 1970 in Mexiko wurde er von Nationaltrainer Stefan Boschkow in das bulgarische Aufgebot berufen. Im Verlauf des Turniers wurde er in zwei Gruppenspielen eingesetzt. Bei der 2:3-Niederlage gegen Peru wurde er in der 59. Spielminute ausgewechselt. Nachdem er im zweiten Gruppenspiel gegen Deutschland nicht berücksichtigt worden war, kam er gegen Marokko über die volle Spielzeit zum Einsatz. Es war gleichzeitig sein letztes von 22 Länderspielen für Bulgarien.

## Erfolge
- Bulgarischer Meister: 1967
- Bulgarischer Pokalsieger: 1962
- Balkanpokal: 1972